# Фаразанде, Митра
Митра Фаразанде (род. 1976, Хештпер) — иранская активистка и художница-инвалид.

## Биография
Митра Фаразанде родилась в Иране, у неё есть физическое уродство. Она живёт в деревне Хаштпар в провинции Гилян в Иране.
Фаразанде выступала за видимость сексуального желания женщин с ограниченными возможностями. Она пишет о том, что не чувствует себя человеком из-за своей физической неполноценности и изо всех сил пытается осознать потребность в любви, и о том, как её физическое тело создало ложное представление о том, что у неё нет сексуальных потребностей. Она зарабатывает на жизнь, продавая свои рисунки и картины.
В 2018 году Фаразанде вошла в список 100 женщин Би-би-си.